# هوری (قایق)
هوری گونه‌ای قایق کوچک است که در خلیج فارس بکار می‌رود. هوری را از تنه درخت می‌سازند. کف آن مسطح است.
به سازندهٔ هوری، جلاف می‌گویند.